# Nora (přítok Selemdži)
Nora (rusky Нора) je řeka v Amurské oblasti v Rusku. Je 305 km dlouhá. Povodí má rozlohu 16 700 km².

## Průběh toku
Pramení na svazích horského hřbetu Džagdy. Teče přes Amursko-zejskou planinu. Ústí zprava do Selemdži (povodí Amuru).

## Vodní stav
Zdrojem vody jsou převážně dešťové srážky. Průměrný roční průtok vody ve vzdálenosti 141 km od ústí činí přibližně 128 m³/s. Zamrzá v listopadu a rozmrzá v květnu. Od května do září dosahuje nejvyšších vodních stavů.